# هنري إتش كروكر
هنري إتش كروكر (بالإنجليزية: Henry H. Crocker)‏ هو عسكري أمريكي، ولد في 20 يناير 1839 في كولتشستر في الولايات المتحدة، وتوفي في 1913 في نيوجيرسي في الولايات المتحدة.